# Луций Арунций Стела
Луций Арунций Стела (на латински: Lucius Arruntius Stella) е политик и поет на Римската империя през края на 1 и началото на 2 век по времето на император Траян.
Той произлиза от фамилията Арунции и е споменат като поет от Марциал и Стаций.
През 89 г. император Домициан го прави едил (aedilis curulis), през 93 г. е curator ludorum. През 101 г. той е вероятно суфектконсул заедно с Луций Юлий Марин Цецилий Симплекс.